# Sergio Bosi
Pour les articles homonymes, voir Bosi.
Sergio Bosi est un clarinettiste italien, premier soliste de clarinette de l'Orchestre Philharmonique des Marches (Orchestra Filarmonica Marchigiana).

## Biographie
Né en 1964, dans une famille de musiciens, Sergio Bosi commence ses études musicales très tôt et est diplômé à l'âge de 16 ans du conservatoire « Gioachino Rossini » de la ville de Pesaro, dans la région des Marches en Italie centrale,,,,.
Il obtient le Diplôme du Mérite de l'académie musicale Chigiana de Sienne et remporte de nombreux concours nationaux et internationaux de soliste et de musique de chambre,,.
En 1980, Sergio Bosi devient clarinette solo de l'Orchestre des Jeunes Italiens à Fiesole.
Ensuite, à partir de 1982, Sergio Bosi est clarinette solo de l'Orchestre Philharmonique des Marches (Orchestra Filarmonica Marchigiana, FORM) et professeur de clarinette au Conservatoire Gioachino Rossini de Pesaro,. Il donne également des masterclasses dans des institutions étrangères, notamment au Real Conservatorio Superior de Madrid, au Zhejiang Conservatory of Music de Hangzhou et dans les universités de musique de Vienne, Gand et Castellón,,.
Dans le domaine éditorial, Bosi a supervisé la série Rare Italian Clarinet Music pour l'éditeur Eufonia,,,.
Sergio Bosi joue sur des clarinettes Buffet Crampon et Vandoren,.

## Accueil critique
Ses enregistrements ont obtenu d'importantes reconnaissances critiques de la part des revues spécialisées Fanfares, American Record Guides, The Clarinet, The Clarinet Discography, Diapason, Piano Time, I Fiati, ainsi que le prix « CD du mois » du magazine italien CD Classica.

## Discographie sélective
Sergio Bosi se consacre à la redécouverte et à la promotion du répertoire italien de clarinette en réalisant de nombreux enregistrements pour les labels Bongiovani, Naxos, Da Vinci Classics, Arcam et MondoMusica EMI,,,,, élargissant la discographie de la clarinette avec plus de cinquante nouvelles pièces, dont beaucoup de premières mondiales, :
- 1997 : Italian Clarinet Sonatas, œuvres de Settacioli, Mario Castelnuovo-Tedesco et Nino Rota, avec Riccardo Bartoli au piano (CD Bongiovanni - 55632)[8]
- 2002 : Music From The Last Century, œuvres de Frank Zappa, A. Uhl, Jean Françaix et G. Jacob, avec le Reinecke Trio (CD Bongiovani GB 5127-2)[9]
- 2010 : Italian Clarinet Gems, œuvres de Giulio Bonnard, Guglielmo Cappetti, Agostino Gabucci, Ciro Stadio, Leonardo De Lorenzo, Vincenzo Di Donato, Gilfredo Cattolica, Giovanni Bellone et Anthony Louis Scarmolin, avec Riccardo Bartoli au piano (Naxos 8.572690)[10]
- 2010 : Italian Clarinet Suites, œuvres d'Alessandro Longo, Ferrucio Busoni, Antonio Scontrino et Giuseppe Frugatta, avec Riccardo Bartoli au piano[11]
- 2011 : Divertimenti, Elegia, Melodia romantic, Mazurka-Caprice et Solo de concert d'Aurelio Magnani, avec Riccardo Bartoli au piano (Naxos)[12]
- 2013 : 20th-Century Italian Clarinet Solos, œuvres de Luciano Berio, Bruno Bettinelli, Valentino Bucchi, Renato Dionisi, Agostino Gabucci, Giacomo Miluccio, Giuseppe Ruggiero, Carlo Savina et Flavio Testi (Naxos 8.573090)[13]
- 2017 : Memories from Heaven for Clarinet and Piano, œuvres de Michele Mangani, avec Riccardo Bartoli au piano (Da Vinci Classics C00104)
- 2018 : Italian Clarinet Treasures, œuvres de Ferrucio Busoni, Giuseppe Gagliano, Mario Pilati, Agostino Gabucci, Antonio Ricci Signorini, Alamiro Giampieri, Leone Sinigaglia, Bruno Labate et Vittorio Rieti, avec Riccardo Bartoli au piano (Naxos 8.579034)[14]